# براندن کانینگ
براندن کانینگ (انگلیسی: Brendan Canning؛ زادهٔ ۱۹۶۹ (۵۵–۵۶ سال)) موسیقی‌دان، خواننده، و ترانه‌سرا اهل کانادا است وی از سال ۱۹۹۲ میلادی تاکنون مشغول فعالیت بوده‌است.